# Pinehurst (North Carolina)
Pinehurst is een plaats (village) in de Amerikaanse staat North Carolina, en valt bestuurlijk gezien onder Moore County.

## Demografie
Bij de volkstelling in 2000 werd het aantal inwoners vastgesteld op 9706.
In 2006 is het aantal inwoners door het United States Census Bureau geschat op 11.830, een stijging van 2124 (21.9%).

## Geografie
Volgens het United States Census Bureau beslaat de plaats een oppervlakte van
38,6 km², waarvan 37,1 km² land en 1,5 km² water.

## Plaatsen in de nabije omgeving
De onderstaande figuur toont nabijgelegen plaatsen in een straal van 12 km rond Pinehurst.

## Geboren in Pinehurst
- Vince McMahon (1945), WWE eigenaar
- Charles Brady (1951-2003), astronaut